# Красный Кустарь
Кра́сный Куста́рь — деревня в Завьяловском районе Удмуртии, входит в состав Завьяловского сельского поселения.

## География
Расположено в 18 км к юго-востоку от Ижевска и в 5 км к востоку от Завьялово, административного центра района.

## Население
| 2010 | 2012 |
| ---- | ---- |
| 52   | ↗54  |